# Västmanlands runinskrifter 23
Västmanlands runinskrifter 23 är en vikingatida runsten av mörkgrå glimmerskiffer i Gussjö, Fläckebo socken och Sala kommun. Runstenen är 1,5 meter hög och 0,95 meter bred. Ristningen har länge varit skadad av vittring och en stor del av runinskriften har därför inte kunnat tydas.

## Inskriften
Translitterering av runraden:
[...ui... × lit × ri-... ...iþun × e(f)ti × ...l... ...lir × ...b... ...----num × --þi × re---niraeft(ʀ)-...]
Normalisering till runsvenska:
... let ... ... æftiʀ ... ... ... ... ... ...
Översättning till nusvenska:
... lät ... efter(?) ...